# East West Bank Classic 1986
L'East West Bank Classic 1986 è stato un torneo di tennis giocato sul cemento.
È stata la 13ª edizione del torneo, che fa parte del Virginia Slims World Championship Series 1986.
Si è giocato a Los Angeles negli Stati Uniti, dall'11 al 17 agosto 1986.

## Campionesse

### Singolare
Martina Navrátilová ha battuto in finale  Chris Evert con il punteggio di 7–6(5), 6–3

### Doppio
Martina Navrátilová /  Pam Shriver hanno battuto in finale  Claudia Kohde Kilsch /  Helena Suková con il punteggio di 6–4, 6–3